# Hyphydrus fluviatilis
Hyphydrus fluviatilis là một loài bọ cánh cứng trong họ Bọ nước. Loài này được Pederzani miêu tả khoa học năm 1988.